# Skippers de Houston
Les Skippers de Houston était une équipe de l'USHL en hockey sur glace basée à Houston, au Texas.  Ils ont joué une seule saison en 1946.